# Całkowa nierówność Jensena
Całkowa nierówność Jensena  jest użyteczną i bardzo ogólną relacją dotyczącą funkcji wypukłych, matematyka Johana Jensena, którego dowód podał w 1906 roku. Można go zapisać na dwa sposoby: dyskretny lub całkowy. Pojawia się w szczególności w analizie, teorii pomiaru i prawdopodobieństwie (twierdzenie Rao-Blackwella), ale także w fizyce statystycznej, mechanice kwantowej i teorii informacji (pod nazwą nierówność Gibbsa).

## Definicja
Niech {\displaystyle f\colon \mathbb {R} \to \mathbb {R} } będzie funkcją wypukłą, {\displaystyle U\subset \mathbb {R} ^{n}} będzie zbiorem o dodatniej mierze, oraz {\displaystyle u:U\to \mathbb {R} } będzie funkcją całkowalną. Niech {\displaystyle |U|} oznacza miarę zbioru {\displaystyle U.} Wówczas zachodzi nierówność:
{\displaystyle {\frac {1}{|U|}}\int \limits _{U}f(u)\,dx\geqslant f\left({\frac {1}{|U|}}\int \limits _{U}u\,dx\right).}

## Dowód
Ponieważ {\displaystyle f} jest funkcją wypukłą, to na mocy twierdzenia o hiperpłaszczyźnie podpierającej:
|  |  | {\displaystyle \forall _{p\in \mathbb {R} }\exists _{r\in \mathbb {R} }\forall _{q\in \mathbb {R} }:f(q)\geqslant f(p)+r(q-p).} |  | (1) |

Zatem podstawiając {\displaystyle p={\frac {1}{|U|}}\int \limits _{U}u\,dx=u(\xi )} oraz {\displaystyle q=u(x)} nierówność w zdaniu (1) przekształca się do postaci:
{\displaystyle f(u)\geqslant f(u(\xi ))+r(u-u(\xi )).}
Następnie całkując stronami względem {\displaystyle x} po zbiorze {\displaystyle U} i na mocy zależności {\displaystyle \int \limits _{U}\,dx=|U|} oraz {\displaystyle \int \limits _{U}u\,dx=|U|u(\xi ){:}}
{\displaystyle {\begin{aligned}&\int \limits _{U}f(u)\,dx\\[1ex]\geqslant {}&\int \limits _{U}f(u(\xi ))\,dx+r\int \limits _{U}u\,dx-r\int \limits _{U}u(\xi )\,dx\\[1ex]={}&f(u(\xi ))|U|+r|U|u(\xi )-r|U|u(\xi )\\[1ex]={}&f\left({\frac {1}{|U|}}\int \limits _{U}u\,dx\right)|U|\end{aligned}}}